# Ceratocampinae
Ceratocampinae (лат.) — подсемейство павлиноглазок, размером 32—150 мм.

## Распространение
В Северной Америке обитают 22 представителя из 5 родов, в Канаде 8 видов. В Мексике около 50 видов.

## Классификация
В подсемейство включают следующие роды:
- Adeloneivaia
- Adelowalkeria
- Almeidella
- Anisota
- Arpiella
- Basilona
- Bathyphlebia
- Bouvierina
- Ceratesa
- Ceropoda
- Ciattia
- Cicia
- Citheronia
- Citheronioides
- Citheronula
  - Citheronula armata (Rothschild, 1907) — Южная Бразилия и Парагвай
- Citioica
- Crenudia
- Dacunju
- Dryocampa
- Eacles
- Eruca
- Gabi
- Giacomellia
- Kanzia
- Lepidoiticicia
- Megaceresa
- Neorcarnegia
- Oiticella
- Oiticicia
- Othorene
- Procitheronia
- Psephopaectes
- Psigida
- Psilopygida
- Psilopygoides
- Ptiloscola
- Rachesa
- Schausiella
- Scolesa
- Sphingicampa
- Syssphinx